# Wesley Sneijder
Wesley Sneijder, född 9 juni 1984 i Utrecht, är en nederländsk före detta fotbollsspelare som sist spelade för qatariska Al-Gharafa i Qatar Stars League.

## Karriär

### Ajax 2001–2007
Sneijder inledde karriären i Ajax 2001. Under sin första säsong i klubbens a-lag spelade han inga ligamatcher men säsongen 2002-2003 spelade han 17 matcher och hann göra fyra mål. Han har senare fått mer och mer förtroende och spelade 30 matcher både 2003–2004 och 2004–2005. Under sin tid i Ajax blev han ligamästare 2004 och cupmästare 2006.

### Real Madrid 2007–2009
Den 12 augusti 2007 presenterades Sneijder som Real Madrid-spelare. I sin första match gjorde han två mål mot Villareal. Främst under våren var han en av de viktigaste mittfältarna i Real Madrid. När Robinho såldes till Manchester City tog Sneijder tröjnumret 10. Hans gamla nummer 23 togs över av Rafael van der Vaart. 2009 ville inte Real Madrid ha honom och letade där efter en klubb som ville köpa loss honom från klubben.

### Inter 2009-2013
I augusti 2009 blev det helt klart, Wesley Sneijder lämnar Real Madrid för ett fyraårskontrakt med Inter. Dagen efter klubbytet debuterade han i Milanoderbyt mot Milan. Han gjorde sitt första mål för Inter mot Udinese, matchen slutade 2–1 till Inter. Säsongen blev mycket lyckad för såväl Inter som för Sneijder själv, Inter vann en historisk trippel (Serie A, cupen och Champions League).

### Galatasaray 2013-2017
21 januari 2013 skrev Sneijder kontrakt med Galatasaray.

## Landslagskarriär
Under VM 2010 gjorde Sneijder 5 mål vilket räckte till delad skytteligaseger. Holland kom tvåa i turneringen efter en förlust med 1–0 mot Spanien i finalen.

## Meriter

### Ajax
- Eredivisie (1): 2003/04
- KNVB Cup (2): 2005/06, 2006/07
- Johan Cruijff-schaal (3):  2002, 2005, 2006

### Real Madrid
- La Liga (1): 2007–08
- Supercopa de España (1): 2008

### Inter

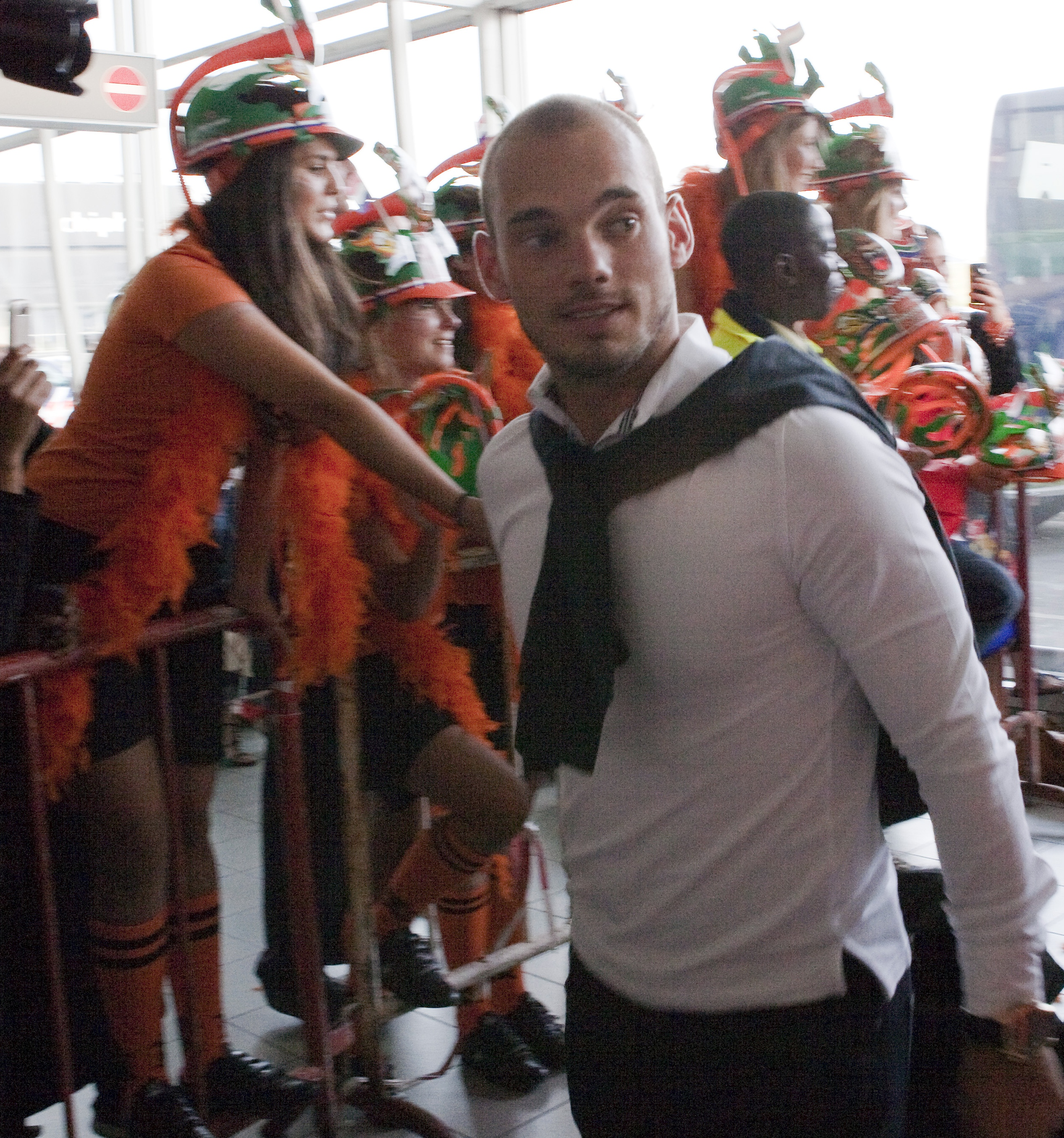

- Serie A (1): 2009/10
- Coppa Italia (2): 2009/10, 2010/11
- Uefa Champions League (1): 2009/10
- Supercoppa Italiana (1): 2010

### Galatasaray
- Süper Lig (2): 2012/13, 2014/15
- Türkiye Kupası (3): 2013/14, 2014/15, 2015/16
- Türkiye Süper Kupası (3): 2013/14, 2014/15, 2015/16

### Individuellt
- Amsterdam Talent of the Year: 2003
- Johan Cruijff Prijs: 2004
- Ajax Talent of the Year: 2004
- Ajax Player of the Year: 2007
- UEFA Euro 2008 Team of the Tournament[3]
- UEFA Euro 2008 Man of the Match (2): vs. Italy, vs. France,
- Best Goal of Euro 2008: vs. France[4]
- 2010 UEFA Champions League Final: Fans' Man of the Match
- 2010 FIFA World Cup Man of the Match (4): vs Denmark (GM), vs Japan (GM), vs Brazil (QF), vs Uruguay (SF)
- Goal.com No. 1 (1): 2010[5]
- FIFA World Cup Silver Ball (1): 2010
- FIFA World Cup Bronze Shoe (1): 2010
- FIFA World Cup All-Star Team (1): 2010
- UEFA Club Midfielder of the Year (1): 2009–10